# Internationales Tropenholz-Übereinkommen
Das Internationale Tropenholz-Übereinkommen (engl.: International Tropical Timber Agreement kurz ITTA) ist ein internationales Umwelt- und Handelsabkommen mit dem Ziel, einen nachhaltigen zwischenstaatlichen Handel mit Tropenholz zu gewährleisten. Es bildet die Grundlage für den Handel der Tropenholz-Erzeuger- und -verbraucherländer, die sich in der International Tropical Timber Organization (ITTO) zusammengeschlossen haben.
Das ursprüngliche Tropenholz-Übereinkommen von 1983 (ITTA, 1983) wurde 1997 von einem zweiten Übereinkommen abgelöst (ITTA, 1994). 2006 einigte sich die Staatengemeinschaft abermals auf ein Nachfolgeabkommen (ITTA, 2006).

## ITTA, 1983
Das erste Tropenholz-Übereinkommen datiert auf das Jahr 1983. Nach Angaben der ITTO reagierten die Staaten damit auf die zu der Zeit stark zunehmenden Sorgen über die fortschreitende Entwaldung, zu der der Handel mit Tropenholz in erheblichem Maße beitrug. In der Präambel des neuen Abkommens erhielten deshalb Waldschutz- und Handelsinteressen den gleichen Stellenwert. Ein „blühender Handel mit Tropenholz“, so die ITTO, könne, wenn er auf gut genutzten Waldressourcen basiere, „ein Schlüssel für nachhaltige Entwicklung“ sein. Folglich sei der schließlich verabschiedete Vertrag „kein gewöhnliches Handelsabkommen“, sondern „ebenso sehr ein Abkommen zum Schutz der Wälder und für Entwicklung“.

## ITTA, 1994
Das ITTA 1994 wurde 1994 ausgehandelt und trat am 1. Januar 1997 in Kraft, womit es gleichzeitig seinen Vorgänger von 1983 ablöste.

## ITTA, 2006
Um die Verhandlungen über ein Nachfolgeabkommen von ITTA, 1994 vorzubereiten, kam 2003 erstmals eine eigens zu diesem Zweck eingerichtete Arbeitsgruppe zusammen. 2004 begannen dann die ersten offiziellen Verhandlungen. Zwei Jahre und vier Konferenzen später, zum Schluss der vom 16. bis 27. Januar 2006 in Genf tagenden Verhandlungsrunde, einigten sich die Diplomaten dann auf den Vertragstext zum ITTA, 2006.
Die deutsche Bundesregierung beschreibt den Kern des Abkommens wie folgt:
„Handel mit legal geerntetem Tropenholz aus nachhaltig bewirtschafteten Wäldern und die nachhaltige Bewirtschaftung von Holz erzeugenden Tropenwäldern sind die Hauptziele des ITTA 2006.“
Das ITTA 2006 ist 2011 in Kraft getreten.